# ヘルマン・ゴルトシュミット
ヘルマン・マイヤー・ザロモン・ゴルトシュミット（Hermann Mayer Salomon Goldschmidt, 1802年6月17日 - 1866年4月26日）は、ドイツ出身の天文学者・画家。生涯のほとんどをフランスで過ごし、14個の小惑星を発見した。ユダヤ系の出身。

## 生涯
フランクフルトで生まれた。その後、絵画の勉強をするためパリへ移り、数多くの絵を描いた。その後、1847年の月食観測の際にユルバン・ルヴェリエに指導を受けたことをきっかけとして天文学に転向した。
1861年4月、ゴルトシュミットは土星のタイタンとヒペリオンの間に9番目の衛星を発見したと発表した。ゴルトシュミットはこれをギリシア神話に登場する半人半馬の賢者ケイローンにちなんで「キロン」と命名したが、後にこの発見が誤りであることが明らかになった。現在、キロンの名は土星と天王星の間を巡る軌道にある小惑星(2060)キロンに付けられている。
ゴルトシュミットは1820年に起こった皆既日食の際にシャドー・バンドを観測した。この記録は、シャドー・バンドに関する最初の記録である。
ゴルトシュミットは1861年に王立天文学会からゴールドメダルを受賞した。1866年にフォンテーヌブローで死去した。
ゴルトシュミットの名は、その功績を称えて、小惑星や月のクレーターに付けられている。
- 火星と木星の間の小惑星帯にある小惑星→(1614)ゴルトシュミット (小惑星)[2]
- 月の北極地域に位置するクレーター→ゴルトシュミット (クレーター)

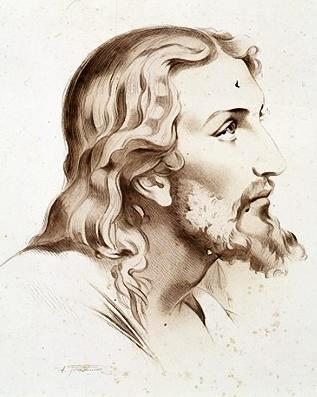
ヘルマン・ゴルトシュミット画『キリスト』

彼が発見した小惑星のうち、（21）ルテティアは2010年にロゼッタにより接近観測されている。